# فارنهایت (دهانه)
فارنهایت یک دهانه برخوردی در ماه است.